# Futebol nos Jogos Olímpicos de Verão de 2008
O futebol nos Jogos Olímpicos de Verão de 2008 foi realizado em Pequim e em outras quatro cidades da República Popular da China no período de 6 a 23 de agosto. Associações afiliadas com a Federação Internacional de Futebol (FIFA) participaram de torneios classificatórios continentais e as qualificadas tiveram assegurado o direito de enviar suas seleções femininas e masculinas sub-23 para participar. No torneio masculino é permitido a inclusão de três jogadores com idade a cima de 23 anos, à critério de cada seleção.
Para estes jogos, os homens competiram em um torneio de 16 equipes e as mulheres competiram em um torneio de 12 equipes. As preliminares do futebol de fato começaram dois dias antes da abertura oficial (8 de agosto), e duraram até o penúltimo dia dos Jogos.

## Calendário
| Agosto  | 6 | 7 | 8 | 9 | 10 | 11 | 12 | 13 | 14 | 15 | 16 | 17 | 18 | 19 | 20 | 21 | 22 | 23 | 24 |
| ------- | - | - | - | - | -- | -- | -- | -- | -- | -- | -- | -- | -- | -- | -- | -- | -- | -- | -- |
| Futebol |   |   |   |   |    |    |    |    |    |    |    |    |    |    |    | 1  |    | 1  |    |

|  | Dia de competição |  | Dia de final |

## Sedes
Além da cidade-sede, Pequim, outras quatro cidades chinesas receberam as partidas de futebol, num total de seis estádios:
|                                                             |                                                                 |                                                                                           |
|                                                             |                                                                 | não disponível                                                                            |
| Estádio Nacional de Pequim Local: Pequim Capacidade: 91.000 | Estádio dos Trabalhadores Local: Pequim Capacidade: 60.000      | Estádio Centro de Esportes Olímpicos de Qinhuangdao Local: Qinhuangdao Capacidade: 31.085 |
|                                                             |                                                                 |                                                                                           |
| Estádio de Xangai Local: Xangai Capacidade: 56.000          | Estádio Olímpico de Shenyang Local: Shenyang Capacidade: 54.696 | Estádio Centro Olímpico de Tianjin Local: Tianjin Capacidade: 60.000                      |

## Eventos
- Torneio masculino (16 equipes)
- Torneio feminino (12 equipes)

## Medalhistas

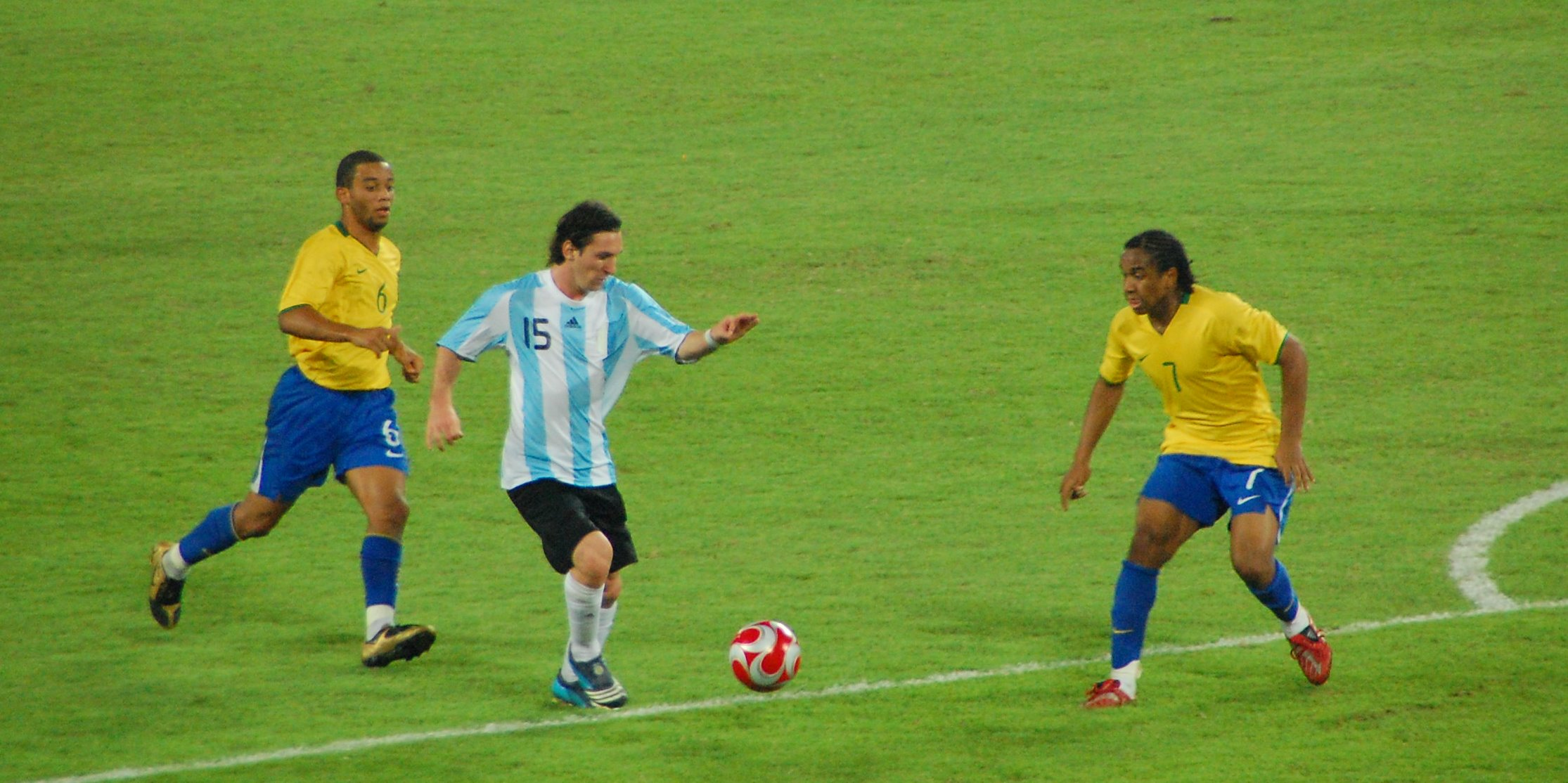
Lance da partida entre Argentina e Brasil pelas semifinais do torneio masculino: o argentino Lionel Messi entre os brasileiros Anderson (direita) e Marcelo (esquerda).

| Evento             | Ouro | Prata | Bronze |
| ------------------ | --- | --- | --- |
| Masculino detalhes | Ezequiel Garay Fabián Monzón Pablo Zabaleta Fernando Gago Federico Fazio José Ernesto Sosa Ever Banega Ezequiel Lavezzi Juan Román Riquelme Ángel di María Nicolás Pareja Lautaro Acosta Javier Mascherano Lionel Messi Sergio Agüero Diego Buonanotte Sergio Romero Nicolás Navarro ARG Argentina | Ambruse Vanzekin Chibuzor Okonkwo Onyekachi Apam Dele Adeleye Monday James Chinedu Obasi Sani Kaita Victor Nsofor Obinna Isaac Promise Solomon Okoronkwo Ebenezer Ajilore Olubayo Adefemi Peter Odemwingie Efe Ambrose Victor Anichebe Emmanuel Ekpo Ikechukwu Ezenwa Oladapo Olufemi NGR Nigéria | Alexandre Pato Hernanes Anderson Breno Diego Alves Diego Ilsinho Jô Lucas Marcelo Rafinha Rafael Sóbis Ramires Renan Ronaldinho Thiago Silva Thiago Neves Alex Silva BRA Brasil |
| Feminino detalhes  | Natasha Kai Kate Markgraf Shannon Boxx Nicole Barnhart Rachel Buehler Stephanie Cox Amy Rodriguez Lori Chalupny Carli Lloyd Aly Wagner Heather Mitts Tobin Heath Heather O'Reilly Hope Solo Lauren Cheney Lindsay Tarpley Christie Rampone Angela Hucles USA Estados Unidos                        | Andréia Rosa Bárbara Barbosa Simone Jatobá Érika Santos Maycon Rosana Augusto Andréia Suntaque Renata Costa Cristiane Rozeira Tânia Maranhão Pretinha Formiga Ester Santos Maurine Gonçalves Daniela Alves Francielle Alberto Fabiana Simões Marta Silva BRA Brasil                               | Renate Lingor Conny Pohlers Sandra Smisek Fatmire Bajramaj Linda Bresonik Saskia Bartusiak Birgit Prinz Ariane Hingst Annike Krahn Kerstin Stegemann Melanie Behringer Kerstin Garefrekes Ursula Holl Célia Okoyino da Mbabi Simone Laudehr Anja Mittag Babett Peter Nadine Angerer GER Alemanha |

## Quadro de medalhas
| Ordem | País               | Medalha de ouro | Medalha de prata | Medalha de bronze |   | Ordem por total |
| ----- | ------------------ | --------------- | ---------------- | ----------------- | - | --------------- |
| 1     | ARG Argentina      | 1               |                  |                   | 1 | 2               |
| 1     | USA Estados Unidos | 1               |                  |                   | 1 | 2               |
| 3     | BRA Brasil         |                 | 1                | 1                 | 2 | 1               |
| 4     | NGR Nigéria        |                 | 1                |                   | 1 | 2               |
| 5     | GER Alemanha       |                 |                  | 1                 | 1 | 2               |
| TOTAL | TOTAL              | 2               | 2                | 2                 | 6 | —               |